# Richard Brunelle
Pour les articles homonymes, voir Brunelle (homonymie).
Richard Brunelle est un guitariste de death metal américain né le 6 septembre 1964 et mort le 23 septembre 2019.

## Biographie
Il intègre le groupe Morbid Angel en 1985 pour soutenir le guitariste Trey Azagthoth. En 1989, il enregistre avec le groupe l'album Altars of Madness. Après avoir enregistré Blessed are the Sick, il quitte le groupe en 1992.
Il réapparait en 1999 au sein de Paths of Possession, jusqu'en 2004. En 2007, il est emprisonné pour possession de cocaïne et sort après quatorze mois, en 2008.
Il meurt le 23 septembre 2019.